# 萬和宮 (台中市)
24°08′16″N 120°38′21″E / 24.1378875°N 120.6390717°E
萬和宮，又名犁頭店萬和宮，是位於臺灣臺中市南屯區南屯里的媽祖廟，該廟建築與祭祀分別被列為臺中市文化資產的古蹟、無形文化資產。

## 文化資產

### 建築與古物件
萬和宮建於清世宗雍正四年（1726年），雍正五年（1727年）完工，廟又名「犁頭店萬和宮」。建廟者是由居住犁頭店的張、廖、簡、江、劉、黃、何、賴、楊、戴、陳、林等十二個姓氏的居民出資鳩工。日治時期，昭和年間大修。省轄市時期，與舊社南興宮、台中萬春宮、台中樂成宮號稱臺中市的四大媽祖廟。今址為南屯區萬和路一段51號，屬南屯里。

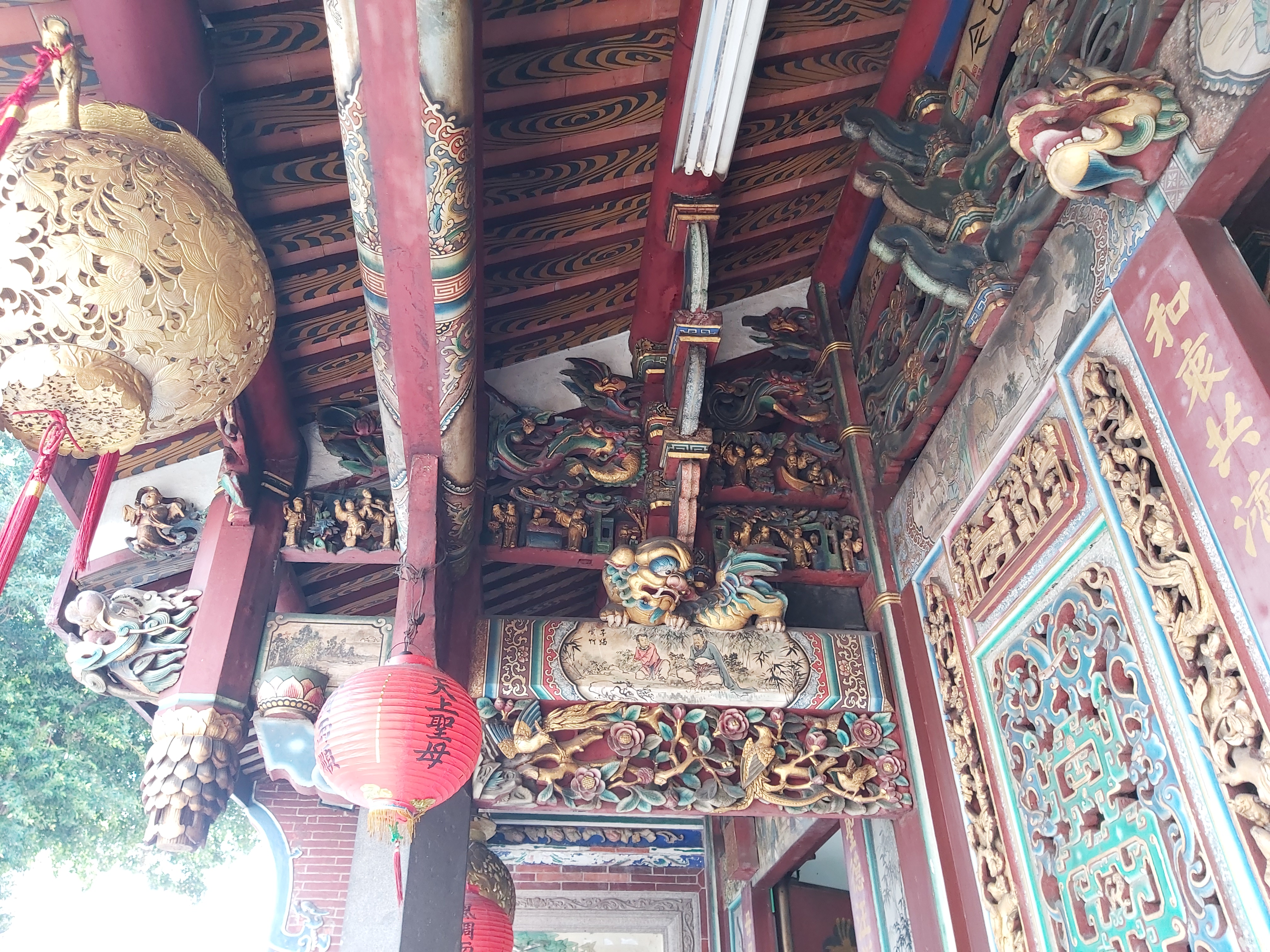
三川殿木構裝飾

1985年建築列為三級古蹟。廟宇坐西朝東，主要架構採用疊斗式的木構建築，佈局呈日字型，為三落兩院配置，由通廊銜接建築體，結構體系獨立組成，只有前通廊做屋面楹與三川左右次間有銜接關係，暨後通廊的楹木伸入正殿後牆。廟宇左右兩側的裝飾為對場作。三川殿為三開間，全面往後退縮形成凹字型，隨著光影變化而具立體感。後殿主祀觀世音菩薩，配祀善財龍女及三十六尊十八羅漢。建築前後落之間各有採光的天井，左右邊以墻廊圍成封閉的空間，呈左右對稱的組合，中間屋頂刻意抬高，和左右兩側形成落差，為清末時期稱為「斷簷升劍口」的作法，再飾以西施脊和交趾燒。

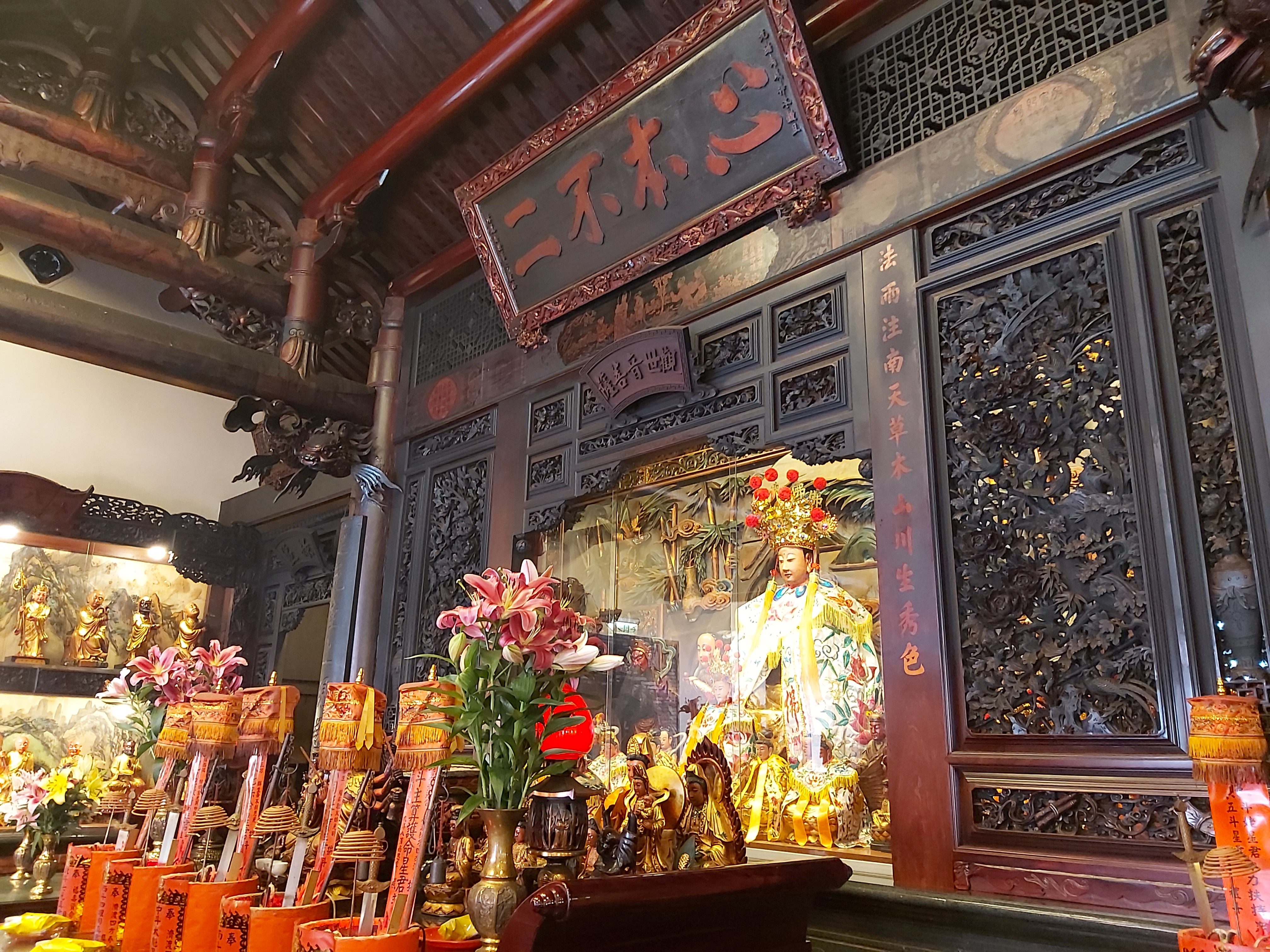
觀世音菩薩
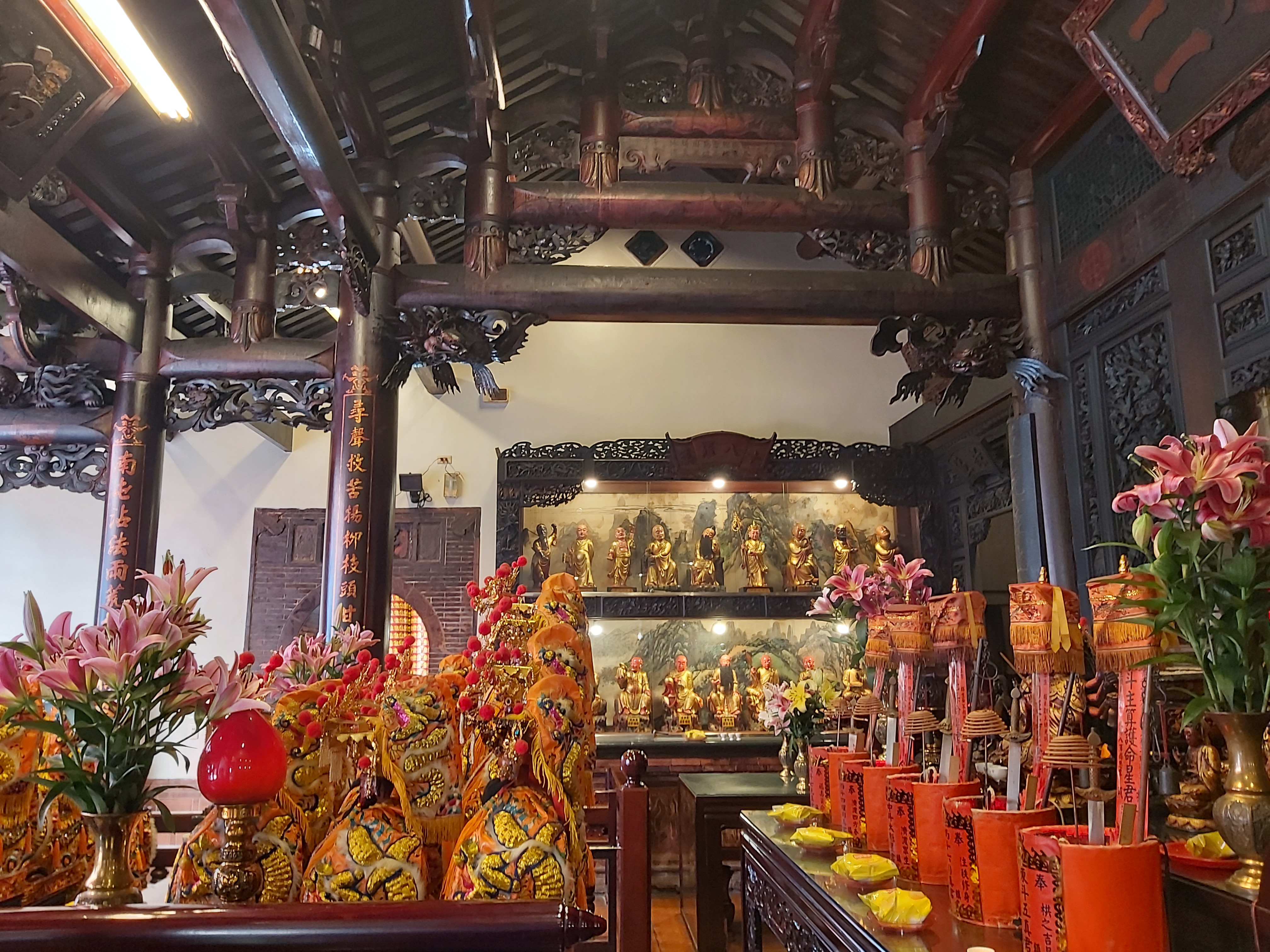
後殿室內
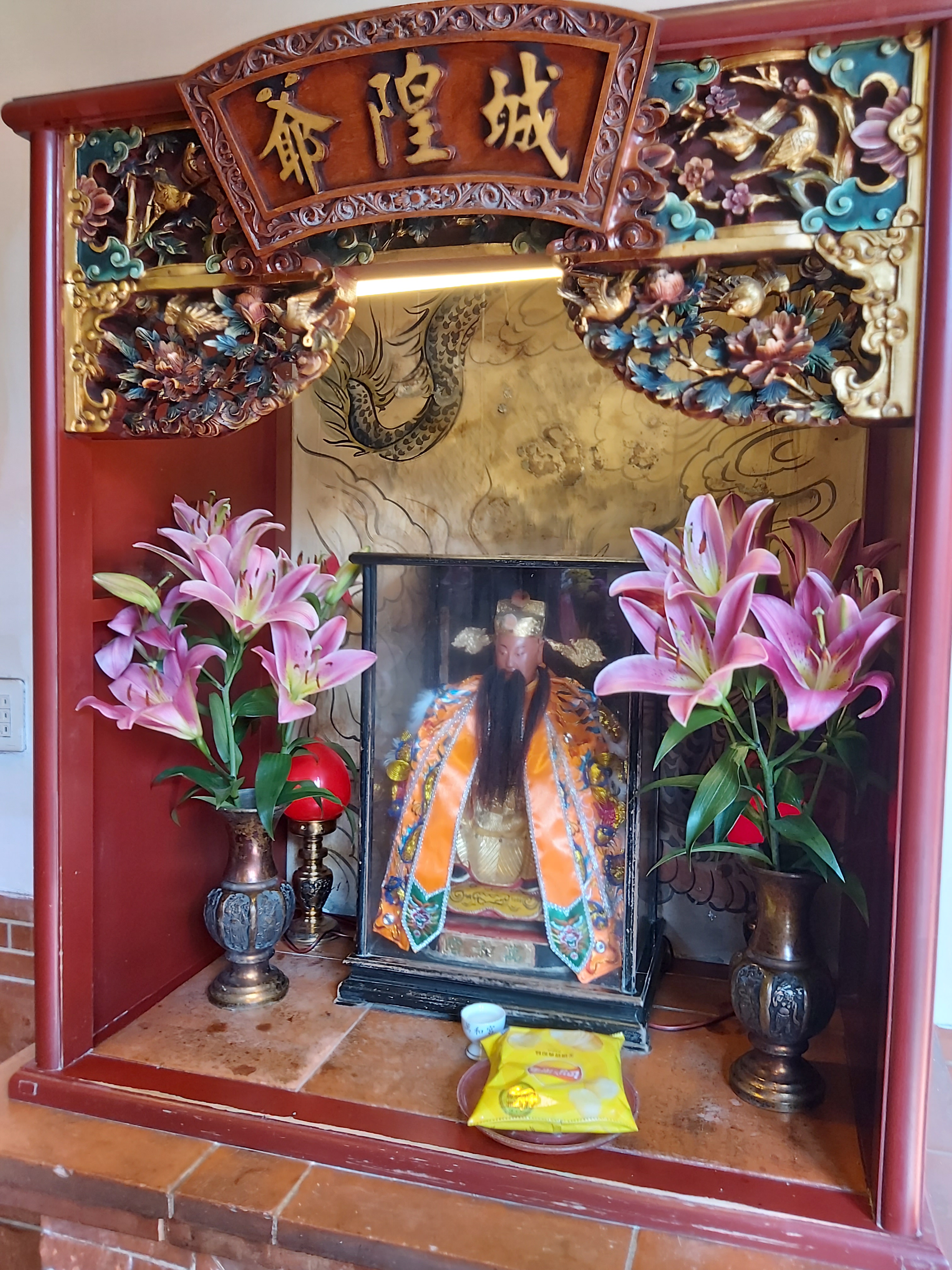
城隍爺
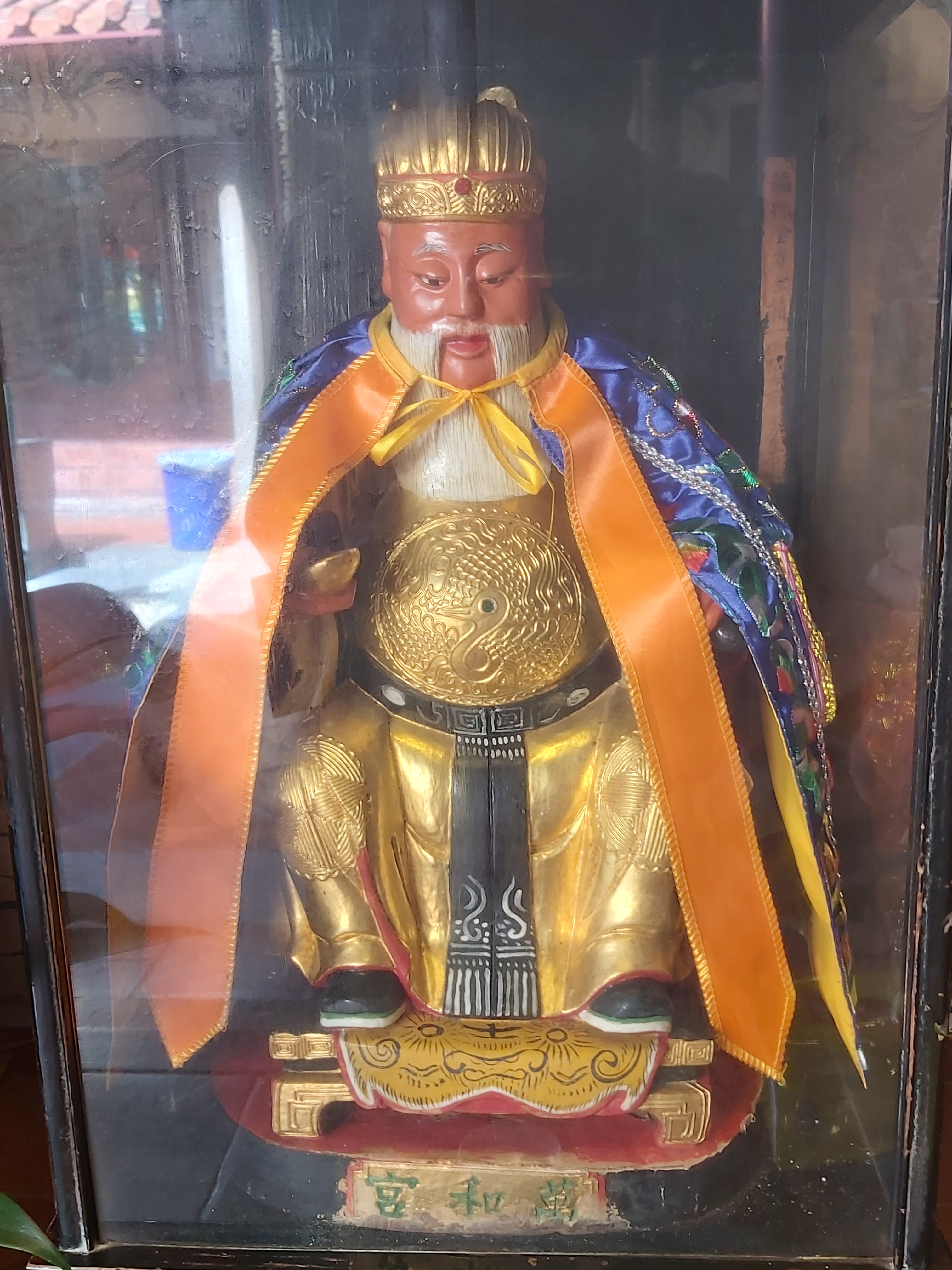
福德正神
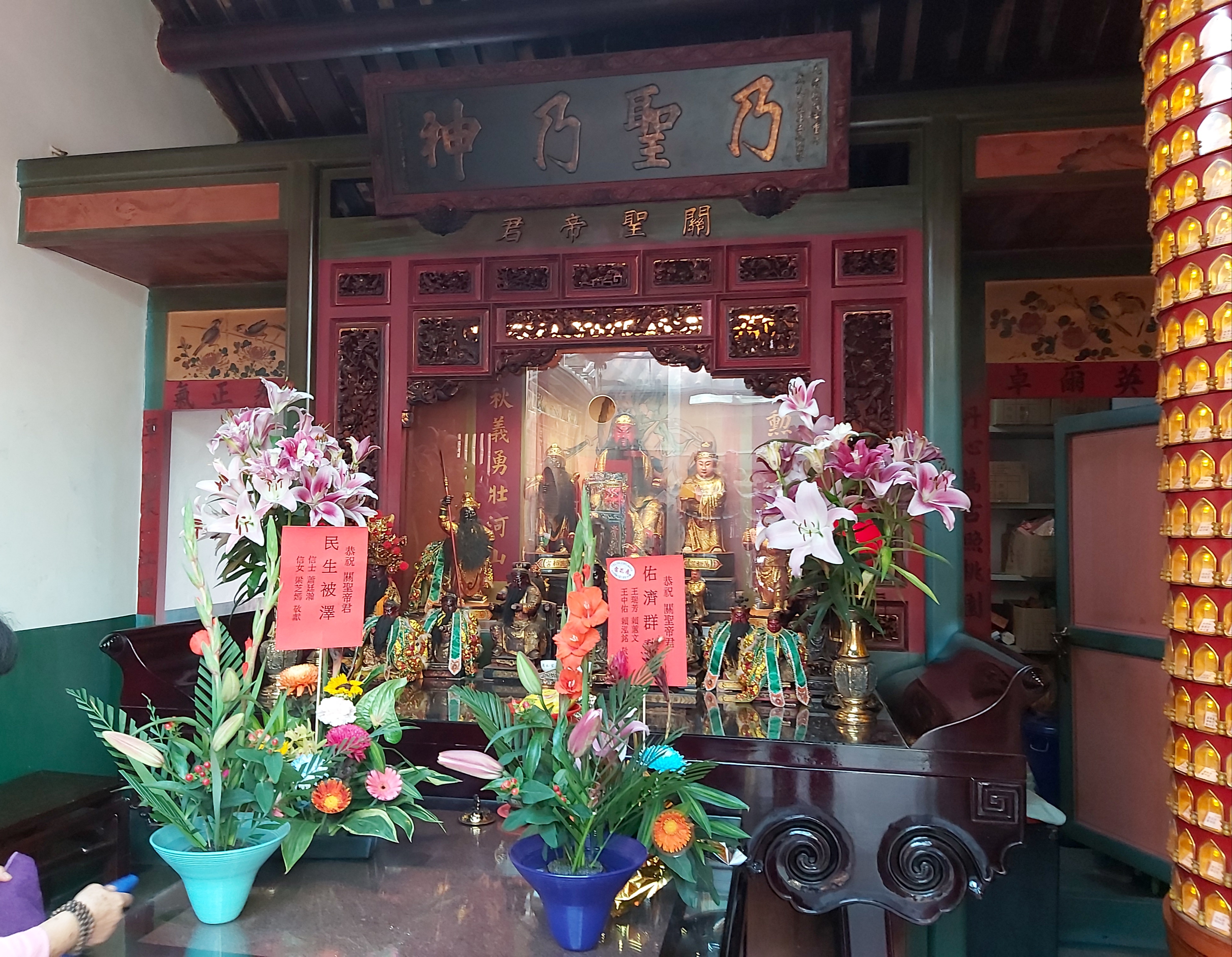
關聖帝君
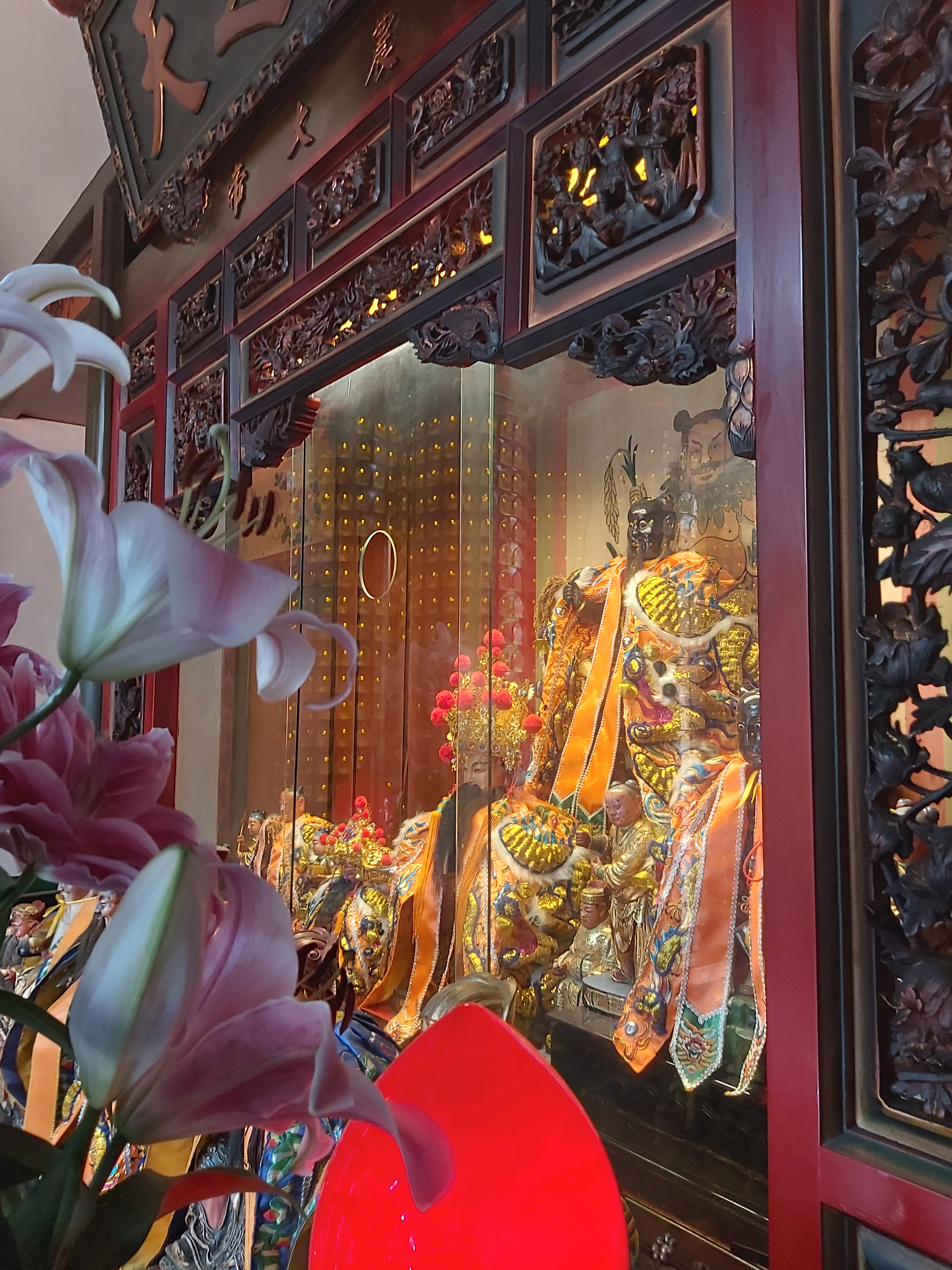
神農大帝

古匾在1945年以前有十五面，其中於三川殿七架桁下「福蔭全臺」匾額乃雍正年間建置，為台中年代最早匾額。廟內還有張國祿位、昭和年款銅鐘、道光年款鉎鐵大鐘、鉎鐵金爐及「德媲媧皇」匾額這五件古物，2016年被台中市文化資產處列為一般古物。老二媽神像為軟身神像，是以真人頭髮表現似民間閨女一般的盤髮，腿部雕刻精細，小腿部位鼓起有肌肉感，著繡花弓鞋，也列為台中市文物資產。
九二一地震時建築多處損壞，以新台幣四千八百多萬預算進行修復，神像暫移到隔壁的萬和宮大樓，2002年10月29日舉行入火安座儀式。該次整修完工後廟內即不點蠟燭，僅於法會期間配合儀式使用，法會結束即撤除。

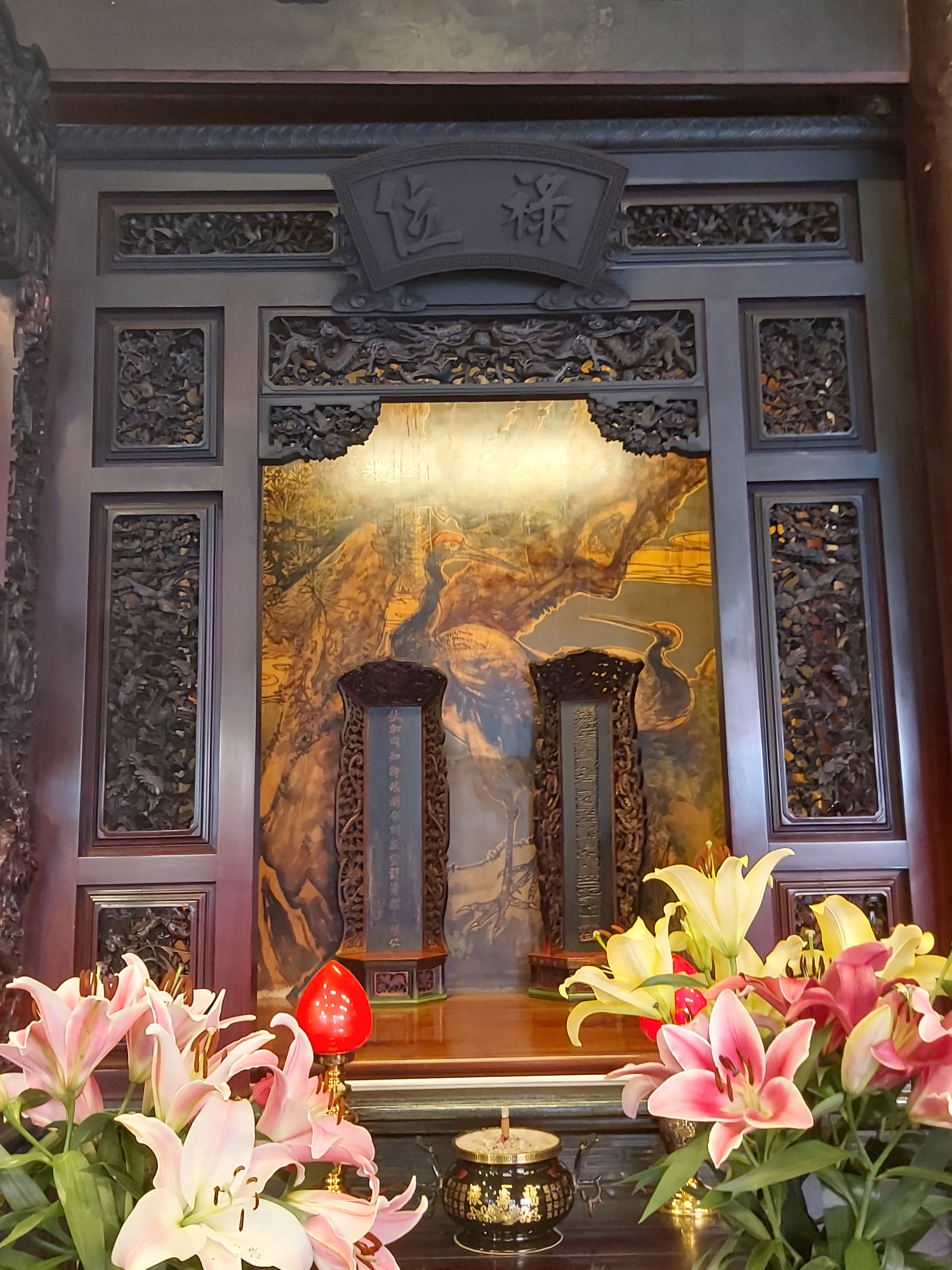
張國與賴清標的長生祿位

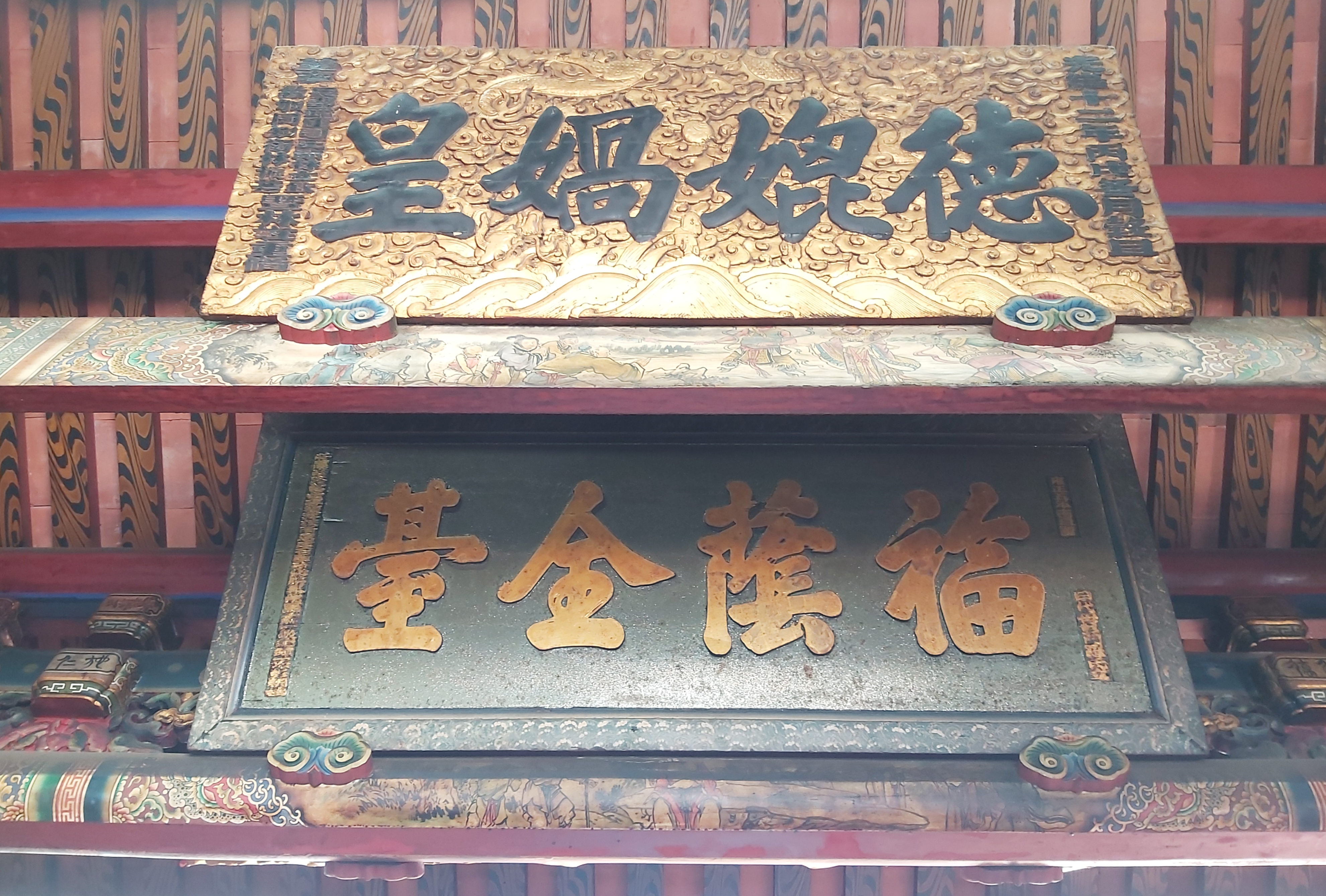
「德媲媧皇」和「福蔭全臺」匾

廟方的萬和文教基金會搜集清末至1970年代攸關犁頭店的歷史人文照片，簡述各照片故事背景，出版《犁頭店古早影像》。廟方委由逢甲大學歷史與文物研究所長李建緯領導團隊登錄與研究的文物就有一千五百六十三件，在2019年出版八百餘頁的《萬和藏珍》。以文資法登錄為古物的物件有「張國祿位」、「昭和年款銅鐘」、「道光年款鉎鐵大鐘」、「鉎鐵金爐」、「『德媲媧皇』匾」、「開基媽像」、「老二媽像」、「聖二媽像」、「聖三媽像」、「龍鳳紋木香爐」、「觀音殿木香爐」、「狻猊紐蓋展耳木薰爐」、「『福蔭全臺』匾」、「『萬里恩波』匾」、「『徳遍寰瀛』匾」，其中銅鐘鑄造出於京都梵鐘高橋才治郎之手。

### 西屯省親遶境
媽祖神像有老大媽、老二媽、聖二媽、聖三媽與聖老二媽等。

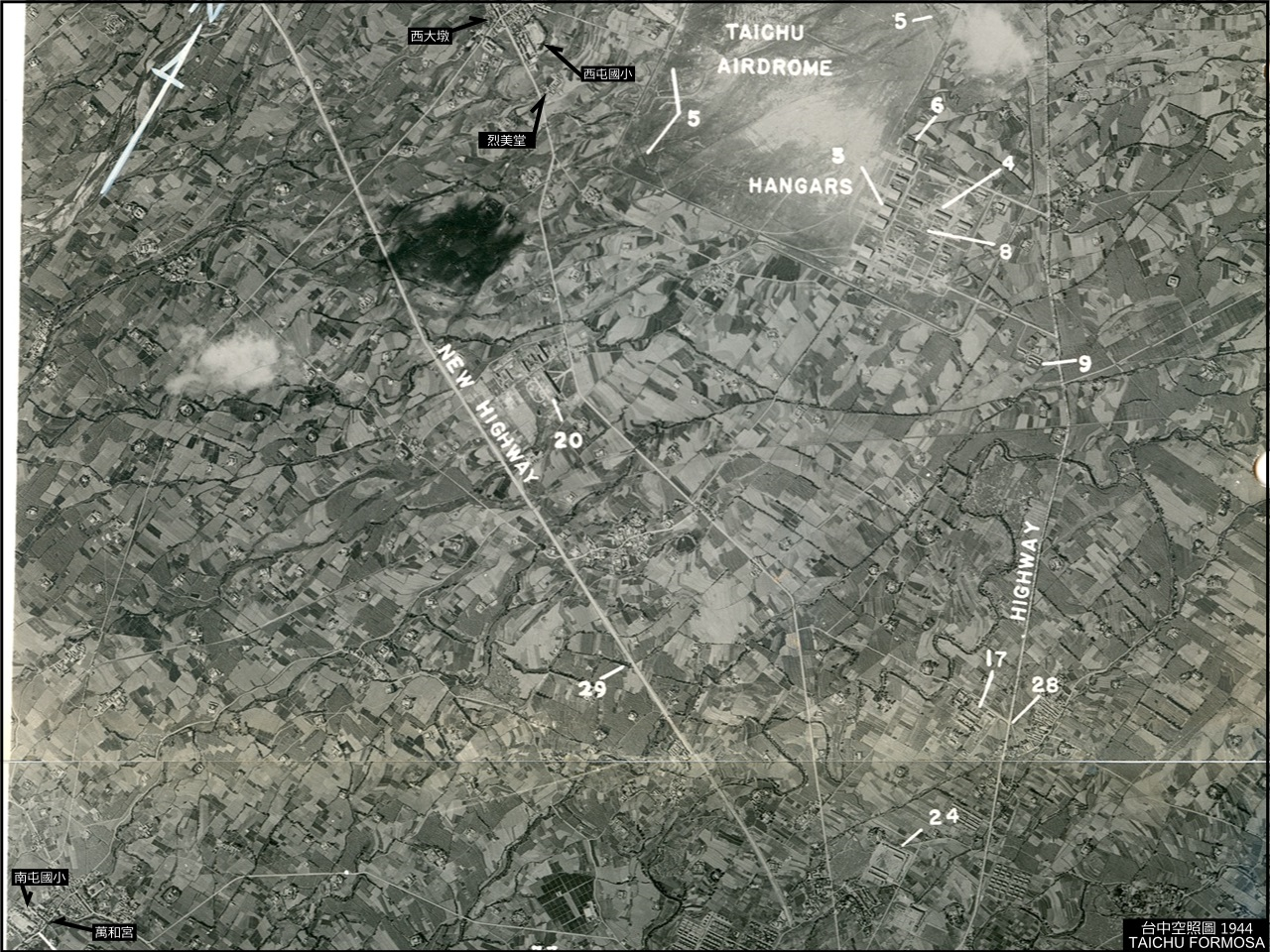
大魚池烈美堂與萬和宮1944空照圖

相傳嘉慶八年農曆十一月（1802年）萬和宮為方便信徒迎請祭拜，分靈增設老二媽神像，當時開光時正好住在西大墎大魚池庄（今西屯區西安里9鄰附近）的少女廖品娘去世，其靈魂前去附靈在該神像上，途中告知一位針線貨郎「阿古」（綽號「雜細古」）帶話轉告其雙親，說家門前桂花樹下埋有佛頭銀二枚，可以取用，語畢便獨自離去。阿古帶話到了廖家，廖品娘之母專程趕到萬和宮探視，發現老二媽有淚痕。因而西屯廖家尊稱老二媽為「姑婆祖」。
自嘉慶年間以來，西屯與南屯兩地規定每逢丑辰未戌年的農曆三月中旬，以西屯組織香陣步行前來恭迎老二媽回祖家大魚池謁祖省親兩天，由南屯人派出當地名的土地公陣歡送，前往西屯區清靈宮駐駕。活動由丹慶季媽祖會主導。停在清靈宮時，該神像會換上新的鳳冠、鳳披和大襖，因當地婦女相信為老二媽換襖會帶來好運，都想爭取，因此會在老二媽神像前擲筊，決定下次人選，如移民巴西的婦女林鐘滿美在2012年報導時就已作過七次。神像會至廖氏烈美堂的公祠敬拜，為西屯重大盛事。翌日回宮時，必經過廖品娘外婆家的何厝。回程經過何德里福德祠、何厝庄福德祠、何厝庄福夀宮、何厝里福德祠、何明里福德祠、何南里福德祠等。
由於信徒眾多，單一路線無法滿足信眾心願，遂增塑聖二媽神像，轎分東西兩路，一同回大魚池。像是2018年，老二媽神轎與聖二媽神轎自萬和宮出發，沿萬和路、南屯路、黎明路至大業路口時分轎為兩路，前者在水安宮、大河里福德祠、大鵬里福德祠、大福里福德祠、逢甲逢福福德祠、媽祖會本部、上石里福德祠、武兌宮、大魚池烈美堂、逢甲公園等地停留，後者在啟興宮、龍聖宮、龍潭福德宮、潮洋福德祠、阿秋大肥鵝、至善長安土地公、逢甲路電信局旁、上安里喝兩杯廣場、上德里玉皇宮、光明路57之24之1號前、西墩里菜市場土地公腳、京宇屋、庄頭土地公、西苑二街65號、泓星洗車場、墩仔頂（環中路與西屯路口）、西墩伙房停駕，之後與兩神像至文修公園會合，進行陣頭表演、倰轎腳、福餐供應、祈福、三獻大禮及摸彩等活動，當夜移駕清靈宮駐蹕。
2012年，此宗教活動登錄為臺中市無形文化資產。2018年5月14日，西屯區公所與臺中市鄉土文化學會、臺中市丹慶季媽祖會、文史專家及在地學者共同編撰出版《萬和宮老二媽西屯省親的故事》一書在西屯區公所舉行新書發表，除記省親遶境整個過程，還包括遶境沿途的學校、知名景點、土地公廟、西屯老街、古早行業及在地美食等。

### 萬和宮字姓戲
相傳道光四年（1824年）農曆三月廿日，老二媽前往接駕十八庄媽祖並相隨遶境南屯老街至田心仔。遶境完畢，老二媽神轎無法抬入廟，眾信徒擲筊得示，以各姓氏輪流請酬神戲代替遶境，神轎才順利入廟，隔年農曆三月起開演字姓戲，起初是十一個姓氏，由於陸續還有不少姓氏加入，而有廿八個姓氏。
每年農曆三月廿日萬和宮先舉行迎神祭，接著廿一日至廿五日同鄉祭。然後上演同鄉戲，分為漳州戲、廣東戲、泉州戲、汀州戲等。廿六日開始上演字姓戲，由張姓開演最後林姓結束。各字姓若有供奉媽祖在爐主家中，開演前神像都送回萬和宮與鎮殿媽祖一起觀戲，結束再迎回。其中陳姓負責字姓戲的組織名為「協恭季」，成立時每會份出二元龍銀購媽祖會田五甲餘，及一間位於萬和路上的房子，今日仍然維持當年創立時的一七五會份
字姓戲演出時，上午三獻禮祭拜神明及祖先，下午三時及晚上八時各有一場。演出歷時兩個月，僅壬寅日及甲寅日不祭典。若人數較多的姓氏一姓演一至二天，人數較少的姓氏則數個姓合演為一天。各姓之間競爭激烈，陳姓曾經一天演十八台戲達十五年之久，在咸豐至同治年間達到極盛時期。字姓戲結束後，接著則進行還願戲。
2011年11月登錄為台中市民俗類文化資產。

### 穿木屐躦鯪鯉
萬和宮董事長蕭清杰表示，犁頭店相傳風水叫做「鯪鯉（lâ-lí）穴」，盛產稻米，犁頭店居民習慣在端午節用巨大聲響，叫醒冬眠的鯪鯉（穿山甲），望其翻動土壤以土壤肥沃，讓五穀豐收，也昭告夏天的到來，演變成穿木屐叫醒穿山甲的習俗。經百餘年來的演變，木屐改為用一塊長木板，上設四處鞋扣耳環，再把兩塊長木板合併，稱為「連環木屐」，由四人同時穿著競走，遂成為犁頭店一項競快比賽的民俗活動。
2008年，經台中市傳統藝術、民俗及有關文物審議委員會審議，以「犁頭店穿木屐躦鯪鯉」之名登錄為台中市民俗類文化資產。後來，萬和宮製作一座取名為「咖咖」的穿山甲塑像放在廟前廣場。